# ING Bank Montevideo
Die ING Bank ist ein Bauwerk in der uruguayischen Landeshauptstadt Montevideo.
Das 1988 projektierte und im darauffolgenden Jahr errichtete Gebäude befindet sich in der Ciudad Vieja an der Calle Misiones 1352, Ecke Sarandí. Als Architekten werden Julio Villar Marcos und Susana Pascale genannt. Der Bau wurde durch das Unternehmen Cayetano Carcavallo S.A. durchgeführt und ist als Bankzentrale konzipiert. Das 15 Meter hohe, fünfstöckige, mit großen Glasflächen versehene, die Umgebung spiegelnde Bauwerk weist eine moderne, zeitgenössische Architektur auf, umfasst eine Grundfläche von 383 m² und beherbergt mit der Banco Comercial eine Bank.